# Austin K5
Der Austin K5 war ein mittlerer, geländegängiger britischer Militärlastwagen, in der 3-Tonnen-Klasse der von Austin Motor Cie. gebaut wurde und im Zweiten Weltkrieg eingesetzt wurde. Die Allrad-Fahrzeuge dieser Klasse wurden von allen britischen Herstellern gefertigt und wurden für verschiedene Aufgaben mit unterschiedlichen Aufbauten versehen.

## Entwicklung
Nach dem Ende des Ersten Weltkriegs hatte man in Großbritannien Nutzfahrzeugen mit 4x4-Allradantrieb keine weitere Aufmerksamkeit geschenkt und es wurden von den britischen Streitkräften keine Aufträge an die Industrie vergeben. In den Vereinigten Staaten hatte man die Fahrzeugklasse weiterentwickelt und insbesondere die FWD Corporation stellte auch zu Beginn des Zweiten Weltkrieges immer noch solche Fahrzeuge her. Als der Krieg begann, wurden Fahrzeug von FWD, in dieser Klasse der SU-COE, von der britischen Armee im Rahmen der Lend-Lease-Vereinbarungen übernommen.
Zwar hatten britische Hersteller, wie Commer, Karrier, Guy Motors und Garner einige Prototypen von zweiachsigen Allradfahrzeugen entwickelt und tatsächlich gab es im Oktober 1938 in Nordwales einen Vergleichstest durch das War Department (Kriegsministerium). Dieser Vergleichstest hat scheinbar das Interesse der Entwicklungsabteilung von Vauxhall geweckt. Es gab bereits regelmäßige Kontakte mit dem War Office (Rüstungsbüro) und der Fertigungsbeginn des Bedford MW 15-cwt stand kurz bevor. Bei einem Treffen am 23. Dezember 1938 stellte Vauxhall den Entwurf eines 4x4-Lkw vor und erhielt vom War Office eine positive Rückmeldung, wenn auch noch kein Auftrag erteilt wurde.
Die nächsten Monate verliefen ohne weitere Entscheidungen, doch am 12. September 1939, neun Tage nach Ausbruch des Krieges, besuchte eine Delegation des War Office das Vauxhall-Werk und bat darum ohne weitere Verzögerung die Entwicklung eines 4x4-Lkw voranzutreiben. Zwei Wochen später erhielt Vauxhall die Bezugsberechtigung für jegliches Material, welches erforderlich war, um neue Prototypen zu fertigen. Am 1. Februar 1940 war der erste Prototyp fertig und innerhalb von vier Wochen wurden zwei weitere Fahrzeuge fertiggestellt. Eine harte Erprobung erfolgte vor dem ersten Auftrag über 4.272 Fahrzeuge. Das Fahrzeug war der Bedford QL.
Mit diesem Fahrzeug war der Maßstab und der grundsätzliche Entwurf festgelegt. Alle anderen Unternehmen hatten sich daran zu orientieren.
Austin entwarf basierend auf dem Bedford QL den eigenen Typen K5.

## Technische Eigenschaften und Produktion
Der K5 verwendete den noch vor dem Krieg für die zivilen Lkw von Austin entwickelten 85-hp-Sechszylinder-Motor mit 3.995 cm³ Hubraum. Auch in den Vorkriegs-Pkw Sheerline und Princess wurde dieser Motor mit hängenden Ventilen eingesetzt. Weiters hatte der K5 einen hydraulischen Bremskraftverstärker der auf alle Räder wirkte. Die Handbremse allerdings wirkte mechanisch auf die Hinterräder Das Vierganggetriebe hatte 4 Vorwärtsgänge und 1 Rückwärtsgang. Die Tanks fassten jeweils 16 gal (72,7 dm³).
Die Aufbauten waren unterschiedlich, insbesondere gab es drei Grundtypen bei der Fahrerkabine. Die geschlossene und Softtop-Variante sowie die Halbkabine. Während zu Beginn des Krieges häufig noch die geschlossenen Kabinen produziert wurden, ging man im weiteren Verlauf dazu über, knappe Rohstoffe wie Metall einzusparen, so das eher Softtop-Fahrzeuge gebaut wurden.
Der häufigste Typ für den hinteren Aufbau war die normale Pritschenversion, welche in Holz oder in Stahl ausgeführt sein konnte.
Von 1941 an wurden insgesamt 12.280 Fahrzeuge dieses Typs gefertigt, was ihn zum zweithäufigsten britischen Fahrzeug dieser Klasse machte.
Nach dem Krieg hielt die britische Armee ihre K5 noch bis Ende der 1950er-Jahre im Bestand.

## Varianten
- Gun Portee – Wie auch der Bedford QL wurde der K5 mit offenem Führerhaus und Aufbau und einem darauf aufgesetzten, nach vorne feuerenden QF-6-Pfünder-Panzerabwehrgeschütz als „Portee“ während der Kämpfe in Nordafrika eingesetzt. Hierbei wurde oberhalb des Kühlers ein horizontales Blechschild montiert, welches die Auswirkung eines Schuss auf das Fahrzeug verringern sollte. Nach dem Ende der Kampfhandlungen in Nordafrika, wurden die Fahrzeuge zu normalen Pritschenfahrzeugen zurückgebaut.

- Sonderaufbauten (Koffer) – Einige Fahrgestelle wurden für Fahrzeuge mit Spezialaufgaben genutzt. Häufig waren für Wireless (Funk), Office (Schreibstube), Recording (Aufnahme/Film) und Observation (Beobachtung) angepasste feste und geschlossene Aufbauten.